# サイネックス
株式会社サイネックスは、「官」と「民」をつなぐ、官民協働による地方創生支援事業を主軸に地域主体型の地域活性化サービスを提供する企業。

## 沿革
- 1953年-三重県松阪市において「近畿電話通信社」を創業
- 1956年-岐阜県大垣市で本格的な電話帳第1号を発行
- 1958年-大阪市に進出。阿倍野区に本拠を置く
- 1965年-埼玉県大宮市(現さいたま市)に支店第1号を開設
- 1966年-近畿電話通信社を改組、株式会社商工通信を設立 近畿・関東・九州へ積極的に進出を図り、各地に支店網を整備、営業地盤の拡張を図る
- 1971年-編集製版部門を独立し、三重県松阪市に商工プロセス株式会社を設立
- 1977年-商工プロセス株式会社を商工印刷工業株式会社と社名変更
- 1985年-CIを導入し、電話帳に「テレパル50」とブランド名を冠し、マーク、社名ロゴを一新
- 1986年-大阪市中央区に本社新社屋完成
- 1988年-都市戦略製品ニューページ事業を開始
- 1990年-商工印刷工業株式会社を合併
- 1991年-関連会社6社を合併し株式会社サイネックスと社名変更
- 1996年-ニュービジネス協議会において、 「テレパル50」の電話帳発行でニュービジネス大賞「アイディア賞」受賞
- 1998年-サイネックス ホームページ開設    インターネット事業「テレパル2001」を開始
- 2000年-テレパル2001」を進化させ、地域情報サイト「CityDO!」を「テレパル50」とリンクして開始
- 2001年-NTT西日本と番号情報データベース「TDIS」利用契約の第一号として締結
- 2003年-創業50周年を迎える 大阪証券取引所「ヘラクレス（現東京証券取引所）」市場に上場
- 2004年-ヤフー株式会社と代理店契約締結
- 2005年-新会社「サイネックス・イーシーネット（現サイネックス・ネットワーク）」を設立 飲食事業者向けB2B型のポータルサイト「食彩ネット」を運営
- 2007年-大阪府和泉市において官民協働事業による「暮らしの便利帳」を発行    ヤフー株式会社と資本および業務提携契約締結
- 2008年-オーバーチュア株式会社（現ヤフー株式会社）の検索連動型広告「スポンサードサーチ®」を全国で展開
- 2009年-市民便利帳等地域行政情報誌の統一ブランドとして「わが街事典」を導入
- 2011年-滋賀県大津市との「大津市暮らしの便利帳」発刊により「わが街事典」の発行200自治体を達成
- 2012年-秋田県秋田市との「秋田市民便利帳」発刊により「わが街事典」の発行全国300自治体を達成    地域特産品販売サイト『わが街とくさんネット』オープン
- 2013年-埼玉県さいたま市との「さいたま市ガイドブック」発刊により「わが街事典」発行全国400自治体を達成 ふるさと納税制度プロモーションサイト『わが街ふるさと納税』オープン
- 2014年-茨城県笠間市と「ふるさと寄附金制度の一括業務代行に関する協定」を締結、ふるさと納税制度活性化支援事業を開始    三重県朝日町との「朝日町暮らしの便利帳」発刊により「わが街事典」発行全国500自治体を達成
- 2015年-東京証券取引所市場第二部に上場市場変更    熊本県菊池市との「菊池市暮らしの便利帳」発刊により「わが街事典」発行全国600自治体を達成    郵便発送代行事業を営む株式会社エルネットを連結子会社化    地域の健康増進情報サイト『わが街ヘルスケア』オープン
- 2016年-株式会社スマートバリューと自治体支援で業務提携    地域情報誌「Nasse」を発行する株式会社サンマークを連結子会社化    ご当地動画ポータルサイト『わが街プロモーション』をオープン    東京証券取引所市場第一部に指定
- 2017年-デジタルサイネージ『わが街NAVI』の販売を開始    高知県安芸市との「安芸市くらしのガイドブック」発行により、「わが街事典」発行全国700自治体を達成
- 2018年-GMOデジタルラボ株式会社とアプリOEM契約締結、『わが街集客アプリ』の販売を開始    ウェブ上のクチコミ解析等、ビッグデータを活用したインターネットソリューションを提供する株式会社バズグラフを子会社化    群馬県みなかみ町との「みなかみ町暮らしの便利帳」発行により、「わが街事典」発行全国800自治体を達成
- 2019年-株式会社サンマークの株式を譲渡し、連結の範囲から除外    兵庫県丹波篠山市との「市民ガイドブックや、これは便利だ」発行により、「わが街事典」発行900自治体を達成
- 2020年-株式会社バズグラフの株式を譲渡し、連結の範囲から除外    株式会社ベックを子会社化
- 2021年-大阪市天王寺区に本社新社屋完成    宮城県東松島市との「東松島市暮らしの便利帳」発行により、「わが街事典」発行1,000自治体を達成    有限会社マルヤマ歯科商店を子会社化
- 2022年-有限会社マルヤマ歯科商店を株式会社に商号変更    東京証券取引所スタンダード市場に移行    国際規格に基づく情報セキュリティマネジメントシステム（ISMS）ISO27001認証を取得
- 2023年-株式会社ナインを子会社化

## サービス
- 事業案内
  - メディア事業
    - わが街事典
    - テレパル50
    - わが街NAVI
    - わが街ポータル

  - ICT事業
    - わが街AIチャットボット
    - わが街とくさんネット
    - わが街ふるさと納税
    - 食彩ネット
    - シイレル
    - IoTふるさと納税自動販売機
    - ICTビジネスソリューション
    - システムインテグレーション
    - デジタルクリエイティブ

  - ロジスティクス事業
    - DMソリューション
      - ポスティングサービス

  - ヘルスケア事業
    - デンタルサプライ

  - 投資事業